# Strada nazionale 29 del Maloia
La strada nazionale 29 del Maloia era una strada nazionale del Regno d'Italia, che congiungeva Chiavenna alla Svizzera.
Venne istituita nel 1923 con il percorso "Chiavenna - Castasegna - Confine svizzero".
Nel 1928, in seguito all'istituzione dell'Azienda Autonoma Statale della Strada (AASS) e alla contemporanea ridefinizione della rete stradale nazionale, il suo tracciato costituì per intero la strada statale 37 del Maloia.